# 안토니우 프라스쿠
안토니우 마누엘 프라스쿠 비에이라(포르투갈어: António Manuel Frasco Vieira, 1955년 1월 16일, 노르트 지방 레사 다 팔메이라 ~)는 줄여서 프라스쿠(포르투갈어: Frasco)로 알려진 포르투갈의 전직 축구 선수로, 현역 시절 공격형 미드필더로 활약했다.
포르투에서 11년 활약한 것으로 잘 알려진 그는 전성기 시절에 동행한 구단에서 306번의 공식 경기에 출전해 총 12번의 우승을 거두었다. 포르투갈의 스포츠지 "헤코르드"는 그의 이름을 포르투갈 축구를 빛낸 100명의 선수들 명단에 이름을 올렸다.
프라스쿠는 포르투갈 국가대표팀 경기에 23번 출전했는데, 자국을 대표로 유로 1984에 참가하기도 했다.

## 클럽 경력
프라스쿠는 레사 다 팔메이라 출신이다. 단신임에도 불구하고, 그는 처음에 농구를 했지만, 레이숑이스의 스카우트는 그를 발굴하여 레이숑이스로 그를 불러들였다. 그는 18세의 나이로 프리메이라 디비상에 속한 1군 경기에 신고식을 치른 후, 향후 17년 중 15년을 프로 무대에서 보냈는데, 마토지뉴스 연고 구단은 그의 첫 해에 강등을 간신히 면했다.
프라스쿠는 결국 1군으로 올라섰지만, 레이숑이스는 1977년에 강등을 당했다. 1978년 여름, 앞서 2년 전에 벤피카행이 무산되었던 그는 포르투에 입단했다. 그는 포르투 1년차에 30번의 리그 경기에 개근했는데, 조제 마리아 페드로투가 지휘하는 선수단은 리그 정상에 올랐고, 이듬해에는 개인 단일 시즌 최다인 6골을 기록했지만, 리그는 간발의 차이로 스포르팅 리스본에게 내주었고, 타사 드 포르투갈은 벤피카에게 내주었다.
1986년 이후, 프라스쿠는 잦은 잔부상을 당했고, 이로 인해 선수단에서 입지를 잃어갔다. 그러나, 그는 포르투가 유러피언컵을 우승하는 과정에 7번의 경기를 출전했는데, 바이에른 뮌헨과의 결승전에도 25분 출전하며 2-1 승리에 일조했고, 1989년 6월에 34세의 나이로 구단을 떠났다.
프라스쿠는 이후 감독으로 활동하며 여러 구단을 지휘했지만, 세군다 리가가 그가 감독으로 활동한 가장 큰 무대였다. 그는 2006년에 선수 시절 전성기를 보낸 포르투로 복귀해 여러 연령대 유소년부의 수석 코치를 맡았다.

## 국가대표팀 경력
1979년 10월 17일, 프라스쿠는 브뤼셀에서 0-2로 패한 벨기에와의 유로 1980 예선전 경기에서 포르투갈 국가대표팀 신고식을 치렀다. 그는 유로 1984 당시 가장 인상적인 활약을 펼친 포르투갈 선수로, 자국이 출전한 모든 경기를 전부 소화하였고, 포르투갈은 준결승전까지 올라갔고, 루마니아와의 조별 리그 경기에서는 네네의 결승골을 도왔다.
프라스쿠는 8년 동안 국가대표팀 경기에 23번 출전해 1골을 기록했다.
| # | 날짜           | 경기장                     | 상대 | 점수 | 결과 | 대회     |
| - | -------------- | -------------------------- | ---- | ---- | ---- | -------- |
| 1 | 1987년 2월 4일 | 포르투갈 브라가 5·1 경기장 | BEL} | 1–0  | 1–0  | 친선경기 |

## 수상
포르투
- 프리메이라 디비상: 1978–79, 1984–85, 1985–86, 1987–88
- 타사 드 포르투갈: 1983–84, 1987–88
- 수페르타사 칸디두 드 올리베이라: 1983, 1984, 1986
- 유러피언컵: 1986–87
- 유러피언 슈퍼컵: 1987
- 인터콘티넨털컵: 1987

## 참고 문헌
- DIAS, Rui, Record – 100 Melhores do Futebol Português – Volume I (기록 – 포르투갈 축구를 빛낸 100명의 선수들, 2002, EDISPORT